# Oberstaufen

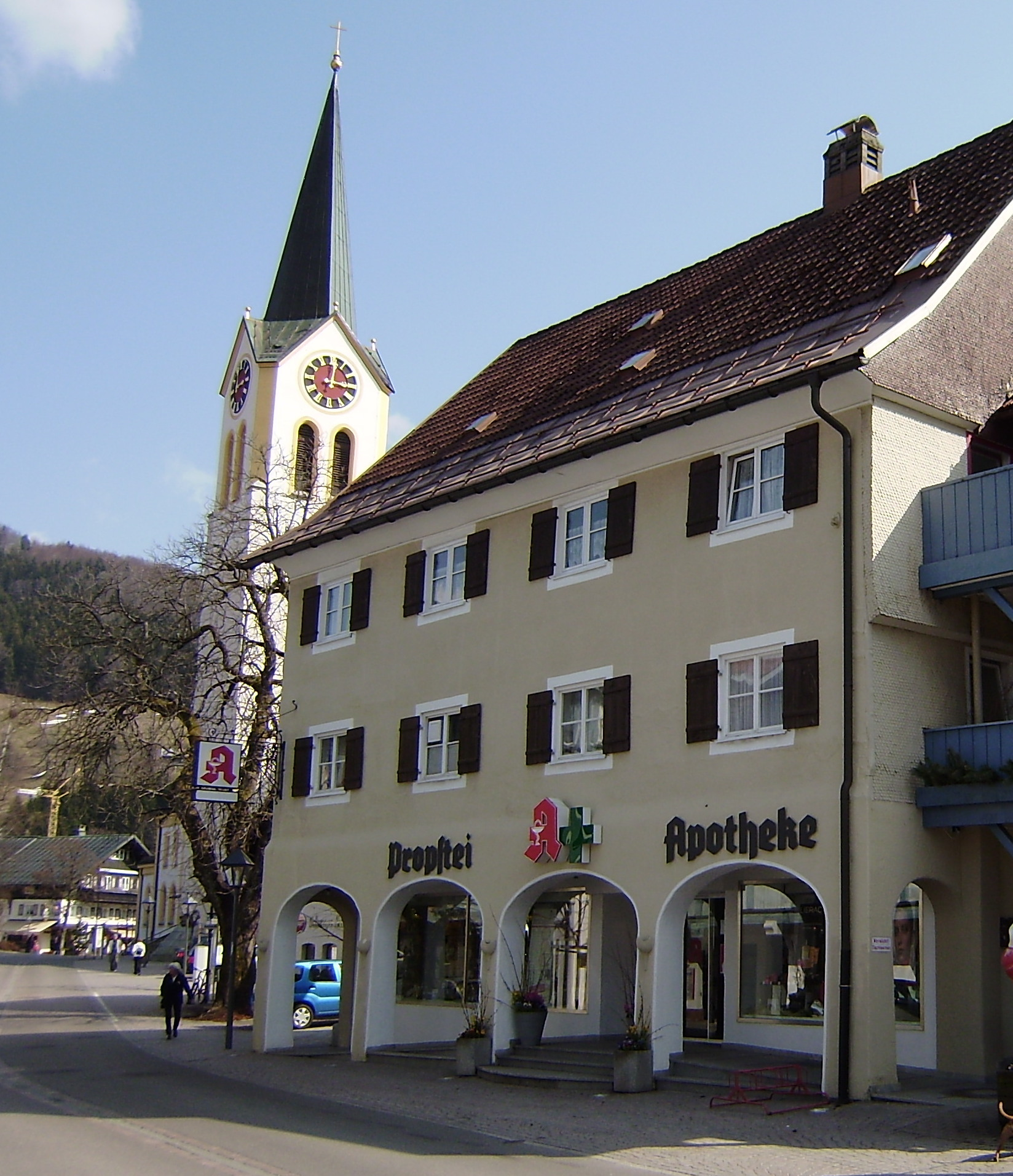
Oberstaufen

Oberstaufen este o comună-târg din districtul Oberallgäu, regiunea administrativă Schwaben, landul Bavaria, Germania.

## Personalități
- Christl Cranz, sportivă, multiplă campioană mondială și olimpică la schi alpin.